# Tipula polytricha
Tipula polytricha är en tvåvingeart som beskrevs av Alexander 1932. Tipula polytricha ingår i släktet Tipula och familjen storharkrankar. Inga underarter finns listade i Catalogue of Life.